# Ravine Anse Cola
Die Ravine Anse Cola (dt.: Sturzbach/Schlucht der Cola-Bucht) ist ein kurzer Bach an der Westküste von Dominica. Er verläuft im Süden des Parish Saint Peter und mündet in der Anse Cola ins Karibische Meer.

## Geographie
Die Ravine Anse Cola entspringt im Gebiet von Jerome (⊙) in ca. 220 m Höhe über dem Meer. Steil verläuft er in westlicher Richtung und mündet nach nur etwa 500 m ins Karibische Meer.
Benachbarte Fließgewässer sind der Ravine Gabriel im Süden und der Ravine Lamothe als Zufluss des Colihaut River im Norden.